# Natalia Vóronova
Natalia Vóronova, nacida Pomóshchnikova (Zelenogrado, Unión Soviética, 9 de julio de 1965), fue una atleta soviética en sus inicios y posteriormente rusa, especializada en la prueba de 4 × 100 m en la que llegó a ser campeona mundial en 1987.

## Carrera deportiva
En el Mundial de Roma 1987 ganó la medalla de bronce en los relevos 4 × 100 metros, con un tiempo de 42.33 segundos, tras Estados Unidos y Alemania del Este, siendo sus compañeras de equipo las atletas: Irina Sliusar, Natalya German y Olga Antonova.
Seis años después, participó en el Mundial de Stuttgart 1993 representando a Rusia ya con el apellido de casada, ganando la medalla de oro en la misma prueba, por delante de Estados Unidos y Jamaica.
En el Campeonato Europeo de Atletismo de 1998 ganó el bronce en los relevos 4 × 100 metros, con un tiempo de 42.73 segundos, llegando a meta tras Francia y Alemania (plata).